# 代官町 (名古屋市)
代官町（だいかんちょう）は、愛知県名古屋市東区の地名。丁番を持たない単独町名である。住居表示実施。

## 地理
名古屋市東区中央西部に位置する。東は筒井、西は泉三丁目、南は葵一丁目、北は徳川一丁目に接する。

## 歴史

### 町名の由来
江戸時代当地に大代官太田九左衛門が屋敷を構えたことに由来するとも、代官の家来が居住した地域であることに由来するともいう。ただし、昭和後期の住居表示実施に至るまでは竪代官町と横代官町にわかれており、東西の筋が竪代官町、南北の筋が横代官町と称していた。

### 沿革
- 1976年（昭和51年）1月18日 - 東区相生町・葵町・小川町・萱屋町・竪代官町・舎人町・平田町・横代官町の各一部により、同区代官町が成立する[1]。
- 1981年（昭和56年）9月13日 - 東区横代官町の残部全域および相生町・葵町・水筒先町・竪代官町・布池町・平田町の各一部をそれぞれ編入する[1]。

## 世帯数と人口
2019年（平成31年）2月1日現在の世帯数と人口は以下の通りである。
| 町丁   | 世帯数    | 人口    |
| ------ | --------- | ------- |
| 代官町 | 1,897世帯 | 3,881人 |

### 人口の変遷
国勢調査による人口の推移
| 2000年（平成12年） | 2,088人 | [ WEB 6 ] |  |
| 2005年（平成17年） | 2,307人 | [ WEB 7 ] |  |
| 2010年（平成22年） | 3,043人 | [ WEB 8 ] |  |
| 2015年（平成27年） | 3,904人 | [ WEB 9 ] |  |

## 学区
市立小・中学校に通う場合、学校等は以下の通りとなる。また、公立高等学校に通う場合、学区は以下の通りとなる。なお、小・中学校は学校選択制度を導入しておらず、番毎で各学校に指定されている。
| 小学校                                                         | 中学校                                      | 高等学校 |
| -------------------------------------------------------------- | ------------------------------------------- | -------- |
| 名古屋市立筒井小学校 名古屋市立葵小学校 名古屋市立東白壁小学校 | 名古屋市立あずま中学校 名古屋市立冨士中学校 | 尾張学区 |

## 交通
- 国道19号[2]

## 施設
- 浄土宗平田院[2]
- 無量寿院[2]
- 曹洞宗大本山永平寺別院奉安殿護国院[2]
- 日本基督教団金城教会[2]
- NTT中央電報電話局[2]
- 代官郵便局[2]
- 明星保育園[2]
- 常磐女学院[2] - 2007年3月31日閉校
- 竪代官公園[2]
1984年（昭和59年）3月31日供用開始[WEB 12]。
- 代官公園
1975年（昭和50年）8月15日供用開始[WEB 12]。
- 平田公園
1983年（昭和58年）4月1日供用開始[WEB 12]。
- 岡崎信用金庫代官町支店
1969年（昭和44年）3月1日、東海商工信用組合併合により岡崎信用金庫筒井町支店として、筒井町2丁目1番地に開設された[4]。1972年（昭和47年）7月24日、横代官町14番地に移転し、代官町支店と改められた[4]。
- 日本陶磁器センタービル新館・旧館

- 金城教会

## その他

### 日本郵便
- 郵便番号 : 461-0002[WEB 3]（集配局：名古屋東郵便局[WEB 13]）。

### WEB
1. ↑  “愛知県名古屋市東区の町丁・字一覧”.   人口統計ラボ. 2017年10月7日閲覧。
2. 1 2  “町・丁目(大字)別、年齢(10歳階級)別公簿人口(全市・区別)”.   名古屋市 (2019年2月20日). 2019年3月10日閲覧。
3. 1 2  “郵便番号”.  日本郵便. 2019年3月17日閲覧。
4. ↑  “市外局番の一覧”.   総務省. 2019年1月6日閲覧。
5. ↑  名古屋市役所市民経済局地域振興部住民課町名表示係 (2017年3月15日). “東区の町名一覧”.   名古屋市. 2017年10月7日閲覧。
6. ↑  名古屋市役所総務局企画部統計課統計係 (2005年7月1日). “（刊行物）名古屋の町(大字)・丁目別人口 (平成12年国勢調査) 東区” (xls). 2017年10月8日閲覧。
7. ↑  名古屋市役所総務局企画部統計課統計係 (2007年6月29日). “平成17年国勢調査　名古屋の町(大字)別・年齢別人口 東区” (xls). 2017年10月8日閲覧。
8. ↑  名古屋市役所総務局企画部統計課統計係 (2012年6月29日). “平成22年国勢調査　名古屋の町(大字)別・年齢別人口 東区” (xls). 2017年10月8日閲覧。
9. ↑  名古屋市役所総務局企画部統計課統計係 (2017年7月7日). “平成27年国勢調査　名古屋の町(大字)別・年齢別人口” (xls). 2017年10月8日閲覧。
10. ↑  “市立小・中学校の通学区域一覧”.   名古屋市 (2018年11月10日). 2019年1月14日閲覧。
11. ↑  “平成29年度以降の愛知県公立高等学校（全日制課程）入学者選抜における通学区域並びに群及びグループ分け案について”.   愛知県教育委員会 (2015年2月16日). 2019年1月14日閲覧。
12. 1 2 3  “都市公園の名称、位置及び区域並びに供用開始の期日” (2019年5月1日). 2019年11月3日閲覧。
13. ↑  郵便番号簿 平成29年度版 - 日本郵便. 2019年03月10日閲覧 (PDF)

### 書籍
1. 1 2 3  名古屋市計画局 1992, p. 739.
2. 1 2 3 4 5 6 7 8 9 10 11 12  「角川日本地名大辞典」編纂委員会 1989, p. 1513.
3. 1 2  名古屋市計画局 1992, p. 145.
4. 1 2  岡崎信用金庫五十年史編纂委員会 1976, p. 584.

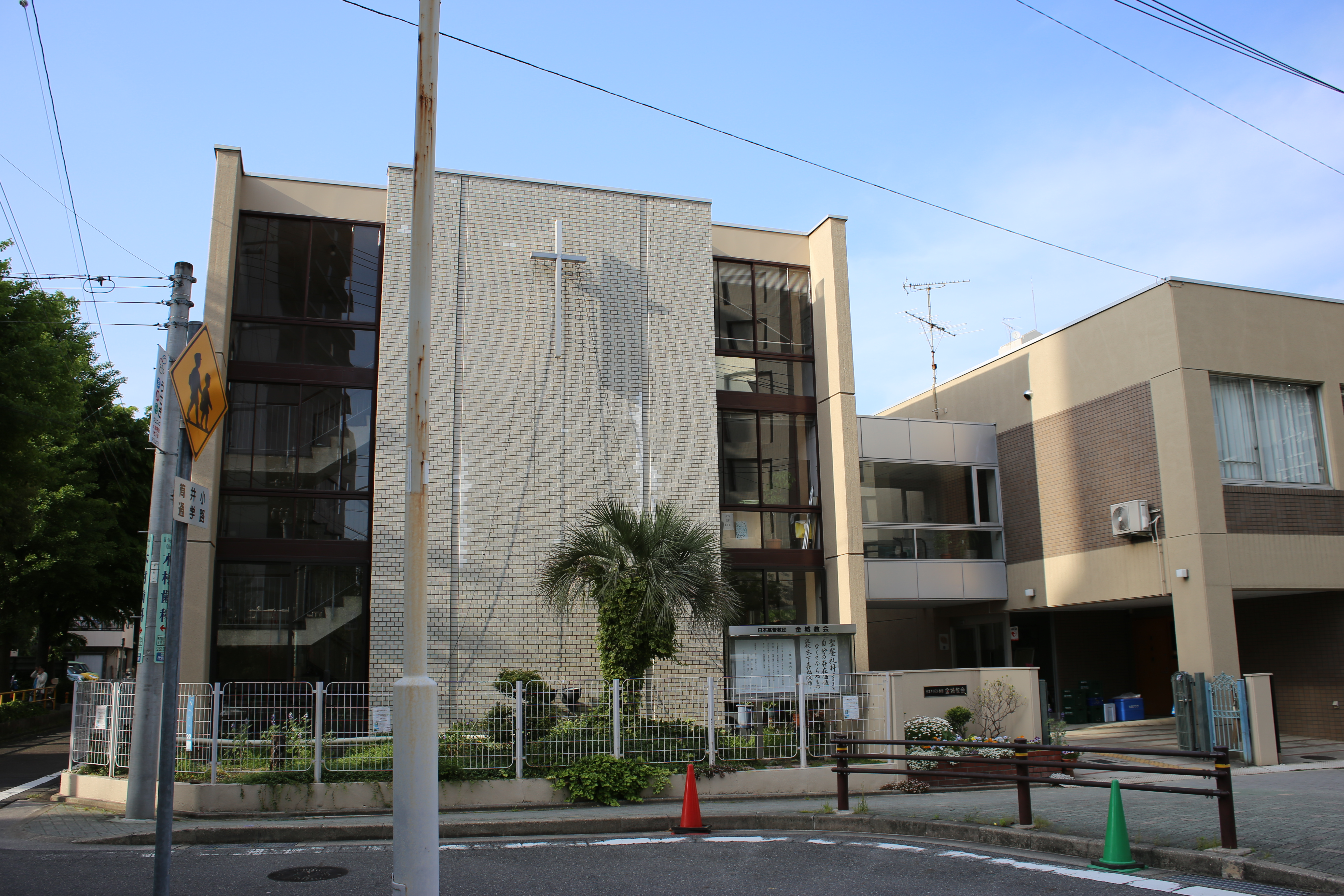
金城教会